# Балме
Ба̀лме (на италиански и на пиемонтски: Balme; на окситански: Barmes, Бармес) е село и община в Метрополен град Торино, регион Пиемонт, Северна Италия. Разположено е на 1432 m надморска височина. Към 1 януари 2020 г. населението на общината е 112 души, сред които 1 чужд граждани.

## Култура

### Религиозни центрове
- Католическа енорийска църква „Пресвета Троица“ (Chiesa della Santissima Trinità), нач. на XVII век
- Католически параклис „Св. Урбан“ (Cappella di Sant′Urbano), 1608 г.
- Католически параклис „Рождение Богородично“ (Cappella della Natività di Maria Vergine), XVI век, в Ла Чинал
- Католически параклис „Св. Анна“ (Cappella di Sant′Anna), сред. на XVII век, в Корнети
- Католически параклис „Св. Яков и св. Мария Магдалена“ (Cappella dei Santi Giacomo e Maria Maddalena), XVII век, в Молете
- Католически параклис на Мадоната на планината Кармел (Cappella della Madonna del Carmine), XVI век, в Пиан дела Муса
- Католически параклис на Снежната мадона, на покровителството на св. Яков и на св. Грат (Cappella della Madonna della Neve, Patrocinio di San Giuseppe e San Grato), XIII век – 1844 г., в Киаламбертето
- Католически параклис „Св. Петър в окови“ (Cappella di San Pietro in Vincoli), нач. на XX век, във Виняли
- Католически параклис „Св. Панкаций“ (Cappella di San Pancrazio), нач. на XVII век, в Боски
- Католически параклис „Св. Георги“ (Cappella di San Giorgio), XII век, в Сейта